# Bundestagswahlkreis Crailsheim

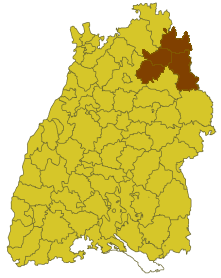
Gebiet des ehemaligen Bundestagswahlkreises Crailsheim (1949 bis 1980)

Der Bundestagswahlkreis Crailsheim war von 1949 bis 1980 ein Wahlkreis in Baden-Württemberg. Er umfasste die Landkreise Crailsheim, Mergentheim, Öhringen und Künzelsau. Nach der Auflösung des Wahlkreises wurde sein Gebiet zur Bundestagswahl 1980 auf die Wahlkreise Schwäbisch Hall und Odenwald – Tauber aufgeteilt.
Das Direktmandat wurde stets von Kandidaten der CDU gewonnen, zuletzt von Philipp Jenninger.

## Wahlkreissieger
| Wahl | Name              | Partei | Erststimmen in % |
| ---- | ----------------- | ------ | ---------------- |
| 1976 | Philipp Jenninger | CDU    | 57,4             |
| 1972 | Philipp Jenninger | CDU    | 53,7             |
| 1969 | Philipp Jenninger | CDU    | 54,5             |
| 1965 | Heinrich Stooß    | CDU    | 55,3             |
| 1961 | Heinrich Stooß    | CDU    | 43,7             |
| 1957 | Josef Brönner     | CDU    | 48,2             |
| 1953 | Josef Brönner     | CDU    | 49,3             |
| 1949 | Josef Brönner     | CDU    | 35,5             |

## Wahlkreisgeschichte
| Wahl      | Wahlkreisname  | Gebiet                                                                                  |
| --------- | -------------- | --------------------------------------------------------------------------------------- |
| 1949      | 11 Crailsheim  | Landkreis Crailsheim, Landkreis Mergentheim, Landkreis Öhringen und Landkreis Künzelsau |
| 1953–1961 | 173 Crailsheim | Landkreis Crailsheim, Landkreis Mergentheim, Landkreis Öhringen und Landkreis Künzelsau |
| 1965–1976 | 176 Crailsheim | Landkreis Crailsheim, Landkreis Mergentheim, Landkreis Öhringen und Landkreis Künzelsau |